# Jeremy Pargo
Jeremy Raymon Pargo (Chicago, 17 marzo 1986) è un cestista statunitense.
È il fratello di Jannero Pargo.

## Statistiche

### College
| Anno      | Squadra          | PG  | PT  | MP   | TC%  | 3P%  | TL%  | RP  | AP  | PRP | SP  | PP   |
| --------- | ---------------- | --- | --- | ---- | ---- | ---- | ---- | --- | --- | --- | --- | ---- |
| 2005-2006 | Gonzaga Bulldogs | 33  | 2   | 17,1 | 27,9 | 22,9 | 67,6 | 2,2 | 2,0 | 0,9 | 0,1 | 2,7  |
| 2006-2007 | Gonzaga Bulldogs | 34  | 34  | 33,6 | 48,6 | 37,3 | 73,2 | 4,3 | 4,6 | 1,4 | 0,1 | 12,1 |
| 2007-2008 | Gonzaga Bulldogs | 33  | 33  | 33,9 | 49,7 | 26,5 | 67,8 | 3,7 | 6,0 | 1,4 | 0,3 | 12,1 |
| 2008-2009 | Gonzaga Bulldogs | 34  | 34  | 30,0 | 47,9 | 35,9 | 70,0 | 3,4 | 4,9 | 1,4 | 0,1 | 10,2 |
| Carriera  | Carriera         | 134 | 103 | 28,7 | 46,5 | 31,1 | 70,4 | 3,4 | 4,4 | 1,3 | 0,1 | 9,3  |

### NBA

#### Regular Season
| Anno      | Squadra             | PG | PT | MP   | TC%  | 3P%  | TL%  | RP  | AP  | PRP | SP  | PP  |
| --------- | ------------------- | -- | -- | ---- | ---- | ---- | ---- | --- | --- | --- | --- | --- |
| 2011-2012 | Memphis Grizzlies   | 44 | 5  | 9,6  | 33,3 | 26,3 | 59,3 | 0,8 | 1,3 | 0,3 | 0,0 | 2,9 |
| 2012-2013 | Cleveland Cavaliers | 25 | 11 | 17,9 | 40,1 | 31,6 | 68,3 | 1,3 | 2,6 | 0,5 | 0,1 | 7,8 |
| 2012-2013 | Philadelphia 76ers  | 14 | 0  | 14,9 | 38,1 | 41,2 | 66,7 | 1,2 | 2,0 | 0,1 | 0,0 | 4,9 |
| 2019-2020 | G.S. Warriors       | 3  | 0  | 14,7 | 50,0 | 42,9 | 0,0  | 1,0 | 2,7 | 0,3 | 0,0 | 8,3 |
| Carriera  | Carriera            | 86 | 16 | 13,1 | 37,9 | 31,9 | 64,4 | 1,0 | 1,8 | 0,3 | 0,0 | 4,8 |

### G League
| Anno      | Squadra          | PG  | PT | MP   | TC%  | 3P%  | TL%  | RP  | AP   | PRP | SP  | PP   |
| --------- | ---------------- | --- | -- | ---- | ---- | ---- | ---- | --- | ---- | --- | --- | ---- |
| 2017-2018 | S.C. Warriors    | 12  | 12 | 34,7 | 44,5 | 39,0 | 69,6 | 2,6 | 10,4 | 0,8 | 0,3 | 16,1 |
| 2019-2020 | S.C. Warriors    | 39  | 37 | 31,4 | 44,8 | 32,5 | 73,0 | 4,0 | 6,3  | 1,0 | 0,1 | 17,2 |
| 2021-2022 | Windy City Bulls | 11  | 3  | 22,2 | 38,5 | 34,9 | 75,0 | 1,2 | 4,0  | 0,8 | 0,2 | 8,3  |
| 2022-2023 | Windy City Bulls | 26  | 7  | 25,6 | 41,2 | 29,0 | 81,8 | 2,0 | 5,3  | 0,7 | 0,1 | 10,3 |
| 2023-2024 | G League Ignite  | 20  | 2  | 16,2 | 37,1 | 32,3 | 33,3 | 1,4 | 3,7  | 0,3 | 0,1 | 6,2  |
| Carriera  | Carriera         | 108 | 61 | 26,6 | 42,7 | 32,8 | 71,2 | 2,6 | 5,8  | 0,8 | 0,1 | 12,5 |

### Eurolega
| Anno      | Squadra          | PG | PT | MP   | TC%  | 3P%  | TL%  | RP  | AP  | PRP | SP  | PP   |
| --------- | ---------------- | -- | -- | ---- | ---- | ---- | ---- | --- | --- | --- | --- | ---- |
| 2010-2011 | Maccabi Tel Aviv | 22 | 22 | 30,0 | 46,3 | 36,2 | 67,6 | 3,5 | 4,3 | 1,0 | 0,0 | 13,0 |
| 2013-2014 | CSKA Mosca       | 27 | 10 | 15,4 | 45,2 | 25,7 | 65,2 | 1,0 | 1,4 | 0,4 | 0,1 | 5,0  |
| 2014-2015 | Maccabi Tel Aviv | 27 | 24 | 32,0 | 40,2 | 28,2 | 75,9 | 3,2 | 5,4 | 0,2 | 0,1 | 13,7 |
| 2018-2019 | Maccabi Tel Aviv | 11 | 2  | 19,2 | 23,8 | 21,6 | 58,3 | 1,7 | 2,7 | 0,3 | 0,1 | 5,5  |
| Carriera  | Carriera         | 87 | 58 | 24,7 | 41,1 | 29,3 | 69,8 | 2,4 | 3,5 | 0,5 | 0,1 | 9,8  |

## Palmarès

### Squadra
- Campionato israeliano: 4

Hapoel Gilboa Galil Elyon: 2009-10
Maccabi Tel Aviv: 2010-11, 2017-18, 2018-19
- Coppa di Israele: 2

Maccabi Tel Aviv: 2010-11, 2014-15
- Coppa di Lega israeliana: 1

Maccabi Tel Aviv: 2010
- VTB United League: 1

CSKA Mosca: 2013-14

### Individuale
- All-Euroleague Second Team: 1

Maccabi Tel Aviv: 2010-11
- MVP Coppa di Lega israeliana: 1

Maccabi Tel Aviv: 2010